# Mein unbekannter Ehemann
Mein unbekannter Ehemann ist ein Spielfilm des Regisseurs Andreas Dresen aus dem Jahr 1995. Nach seinem ersten Spielfilm Stilles Land (1991) arbeitete Dresen seit 1993 auch für das Fernsehen.  Bis 1998 entstanden sechs Fernsehfilme unter seiner Regie. Darunter fällt auch die Verfilmung der Ulrich Plenzdorf-Erzählung Das andere Leben des Herrn Kreins (1994). In dem Kammerspiel geht es um die Geschichte eines DDR-Oppositionellen und seines Stasi-Spitzels.
Mein unbekannter Ehemann  wurde am 15. Januar 1995 veröffentlicht. Der Film wurde in der ARD und auf Arte gezeigt. Er erreichte bei seiner Ausstrahlung in der ARD ca. sechs Millionen Zuschauer.

## Handlung
Um den afrikanischen Liebhaber ihrer verheirateten Freundin vor der Abschiebung zu bewahren, geht Britta (Sabine Uhrig) eine Scheinehe mit dem schönen Farouk (Ade Sapara) ein. Als der frischgebackene Ehemann ihre Liebe entfacht, kehrt jedoch  Chaos in ihre perfekt strukturierte Single-Welt ein.

## Preise
Auf dem Max-Ophüls-Filmfestival wurde der Film 1995 mit dem Förderpreis der Jury ausgezeichnet.